# 2018 en économie (discipline)
Cet article présente les faits marquants de l'année 2018 en économie.

## Décès

### Janvier
- 18 janvier : Hans Christoph Binswanger - Économiste suisse.

### Mars
- 24 mars : José Antonio Abreu - Pianiste, éducateur et économiste vénézuélien.